# Cerkev sv. Janeza Zlatousta, Benetke
Cerkev svetega Janeza Zlatousta (italijansko San Giovanni Grisostomo) je majhna cerkev v sestiere ali soseski Cannaregio v Benetkah.
Cerkev je bila ustanovljena leta 1080, uničena v požaru leta 1475, nato pa sta jo leta 1497 obnovila Mauro Codussi in njegov sin Domenico. Gradnja je bila končana leta 1525. Zvonik je iz poznega 16. stoletja. Notranjost temelji na grškem križu.
Za pročeljem sta obešeni dve platni, nekdanja orgelska vrata, avtorja Giovannija Mansuetija, ki prikazujeta svete Onufrija, Agato, Andreja in Janeza Zlatousta. Onufrij je bil sonaslovni zavetnik, ki ga je častila bratovščina Tentori (barvarji tkanin, prevlek in rjuh). Leta 1516 so tej cerkvi podarili svetnikovo relikvijo, njegov prst.
V kapeli na desni je slika Giovannija Bellinija Sveti Krištof, Hieronim in Ludvik iz Toulusa (1513). Na levi zadnji strani kapele Rožnega venca ali Madonne della Grazie je oltarna slika svetih Janeza Zlatousta, Janeza Krstnika, Janeza Evangelista, Teodorja, Marije Magdalene, Lucije in Katarine avtorja Sebastiana del Piomba, ki jo je naročila Caterina Contarini. Na steni apside je serija platen o življenju svetega Janeza Zlatousta in Kristusa. Na velikem oltarju je relief Snemanje s križa. Na levi je kapela, zgrajena za Giacoma Bernabòja, ki jo je oblikoval Codussi. Marmorno oltarno sliko Kronanje Device Marije (1500–1502) je dokončal Tullio Lombardo.
Strop: Bog Oče, freska Giuseppeja Diamantinija.
- Notranjost
- Oltarna slika Sebastiana del Piomba
- Bellini: sveti Krištof, Hieronim in Ludvik iz Toulusa
- Kronanje Device, Tullio Lombardo
- Bog Oče , freska, Giuseppe Diamantini